# Isaac Oduro
Isaac Oduro (* 22. Januar 1995 in Accra) ist ein ghanaischer Fußballspieler.

## Karriere
Isaac Oduro stand bis Ende 2013 bei Okwawu United in Nkawkaw unter Vertrag. 2014 wechselte er zu Accra Hearts of Oak nach Accra. Der Verein spielte in der ersten Liga, der Ghana Premier League. Hier kam er nicht zum Einsatz. 2016 verließ er Ghana und ging nach Thailand, wo er einen Vertrag beim Drittligisten Sakaeo FC unterschrieb. Mit dem Klub aus Sakaeo spielte er in der dritten Liga, der damaligen Regional League Division 2, in der Eastern Region. 2018 kehrte er nach Afrika zurück. Hier unterschrieb er in Kenia einen Vertrag beim AFC Leopards SC. Der Verein aus der Hauptstadt Nairobi spielte in der ersten Liga, der Kenyan Premier League. Für die Leopards absolvierte er zwei Erstligaspiele. Mitte 2019 nahm ihn der nigerianische Verein Delta Force FC aus Asaba unter Vertrag. Im November 2019 schloss er sich dem Kwara United FC aus Ilorin an.